# 戈爾登鎮區 (內布拉斯加州霍爾特縣)
戈爾登鎮區（英語：Golden Township）是位於美國內布拉斯加州霍爾特縣的一個行政鎮區。

## 地方資料
戈爾登鎮區的面積為139.13平方千米，當中陸地面積為138.92平方千米，而水域面積為0.21平方千米。根據2020年美國人口普查的數據，當地共有人口102人，而人口密度為每平方千米0.73人。